# Cryptanthus bahianus
Espèce
Cryptanthus bahianus est une espèce de plantes de la famille des Bromeliaceae, endémique des forêts orientales du Brésil et décrite par le botaniste américain Lyman Bradford Smith en 1943.

## Distribution
L'espèce est endémique du Nord-Est du Brésil et se rencontre dans les États de Bahia et de Paraíba.

## Description
Selon la classification de Raunkier, l'espèce est hémicryptophyte.